# Költők Díja (Poets’ Prize)
A Költők Díja (Poets’ Prize) egy irodalmi díj az Amerikai Egyesült Államokban, melyet évente ítélnek oda a legjobb verses kötetnek, melyet az ország egy állampolgára adott ki a díj átadását megelőző évben. Az elismerés mellé járó 3000$ pénzdíjat egy hozzávetőleg húsz költőből álló bizottság adományozza, melyek közül mindegyiknek van saját jelöltje. A Nicholas Roerich Múzeum szintén hozzájárul a díjhoz, amely magában foglal egy New York-i utazást is, hogy a győztes átvehesse a díjat és felolvashasson műveiből a múzeumban. A díj alapítói Robert McDowell, Frederick Morgan, és Louis Simpson. A díjat jelenleg (2007) a West Chester Egyetem Költészeti Központjában adják át.

## Díjazottak
Zárójelben a kiadók neve található.
- 2013 – Robert B. Shaw - Aromatics (Pinyon Publishing, 2011) és David Wojahn, World Tree (University of Pittsburg Press)[4]
- 2012 – Ned Balbo – The Trials of Edgar Poe and Other Poems (Story Line Press, 2010)
- 2011 – Tony Barnstone – Tongue of War (BkMk Press, 2009)
- 2010 – Jane Shore – A Yes-or-No Answer (Houghton Mifflin, 2008)
- 2009 – Ellen Bryant Voigt – Messenger: Selected Poems 1976-2006 (Norton, 2007)
- 2008 – A. E. Stallings – Hapax (Triquarterly, 2006)
- 2007 – Brian Turner – Here Bullet! (Alice James Books, 2005)
- 2006 – Catherine Tufariello – Keeping My Name (Texas Tech University Press, 2004)
- 2005 – Robert Wrigley Lives of the Animals (Penguin, 2003).
- 2004 – X. J. Kennedy – The Lords of Misrule: Poems 1992-2002 (The Johns Hopkins University Press, 2002)
- 2003 – Betty Adcock – Intervale: New and Selected Poems (Louisiana State University Press, 2001)
- 2002 – Robert Mezey – Collected Poems, 1952-1999 (University of Arkansas Press, 2001)
- 2001 – Philip Booth – Lifelines: Selected Poems 1950-1999 (Viking Penguin, 1999)
- 2000 – Wendell Berry – The Selected Poems of Wendell Berry (Counterpoint Press, 1998)
- 1999 – Marilyn Nelson – The Fields of Praise: New and Selected Poems (Louisiana State University Press, 1997)
- 1998 – Sydney Lea – To the Bone: New and Selected Poems (Illinois University Press, 1996)
- 1998 – Leon Stokesbury – Autumn Rhythm: New and Selected Poems (University of Arkansas Press, 1996)
- 1996 – Josephine Jacobsen – In the Crevice of Time (Johns Hopkins University, 1995)
- 1995 – Marilyn Hacker – Selected Poems 1965-1990 (Norton, 1994)
- 1994 – Jared Carter – After the Rain (Cleveland State University Poetry Center, 1993)
- 1993 – Maxine Kumin – Looking for Luck (W. W. Norton and Co., 1992)
- 1992 – Adrienne Rich – Atlas of the Difficult World (W. W. Norton and Co, 1991)
- 1991 – John Haines – New Poems: 1980-88 (Story Line Press)
- 1991 – Mark Jarman – The Black Riviera (Wesleyan University Press, 1990)
- 1990 – Miller Williams – Living on the Surface (Louisiana State University, 1989)
- 1989 – Andrew Hudgins – After the Lost War: a Narrative (Houghton-Mifflin, 1988).
- 1988 – Julia Randall – Moving in Memory (Louisiana State University Press, 1987).